# Pintada crestada occidental
La pintada crestada occidental (Guttera verreauxi) és una espècie d'ocell de la família dels numídids (Numididae) que habita zones de sabana i matollar d'Àfrica occidental, des de Guinea-Bissau fins l'oest de Kenya, Zàmbia i Angola.

## Taxonomia
Aquesta espècie conté dues subespècies:
- Guttera verreauxi verreauxi (Elliot, DG, 1870). Habita des de Guinea-Bissau fins l'oest de Kenya, Zàmbia i Angola.
- Guttera verreauxi sclateri, Reichenow, 1898. Habita al nord-oest del Camerún.

Amdues subespècies eren incloses a Guttera pucherani, fins que alguns autors van considerar que formaven una espècie diferent, sobre la base de les diferències de color de la pell de la cara i del coll, la forma del plomall del cap i les vocalitzacions.
L'IOC ha seguit el mateix criteri en època recent.